# Grafika

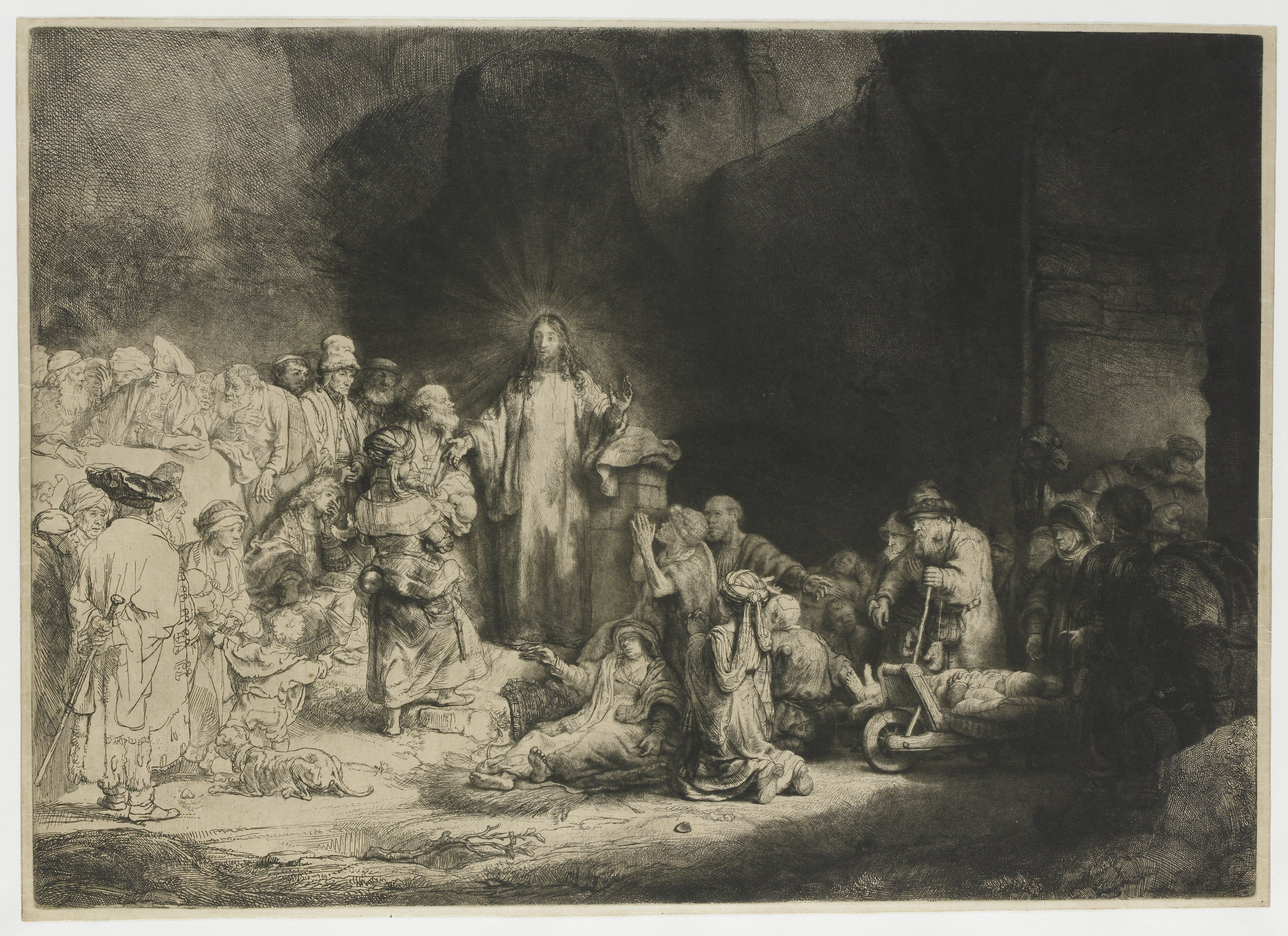
Rembrandt : A prédikáló Krisztus, 1648 körül (ismert még The Hundred Guilder print néven is), rézmetszet, hidegtű

A grafika a képzőművészet azon ága, amelyhez a sokszorosítási eljárással készült, de eredetinek tekinthető alkotások tartoznak, illetve azok az egyszeri alkotásokról (pl. festmény) sokszorosító eljárással készült reprodukciók, melyek nem tekinthetők egyedi alkotásnak. Gyakran ide sorolnak olyan képzőművészeti eljárásokat is, amelyek nem nyomatok, de szintén papír alapot használnak, mint például a ceruza-, toll- és krétarajzok, akvarellek, esetleg pasztellképek; vagy nyomtatási eljárással készülnek ugyan, de csak egy példányban, mint a monotípia. Ezenkívül a számítógép segítségével szerkesztett képeket is számítógépes grafikának nevezik.

## A grafika alapfogalmai

### Grafikai sokszorosítás
A grafikai sokszorosítás nyomtatás révén történik, aminek során a grafikai eszközökkel előállított, a művész elképzelésének megfelelő nyomóformáról (dúcról) festéket viszünk át a nyomópapírra, vagy az azt helyettesítő felületre. A nyomóformán a nyomóelemek azok a helyek, amelyek festékezés után nyomot hagynak. A nyomóforma sokféle anyagból készülhet: fából, linóleumból, kőből, fémből stb. A nyomtatás eredménye a nyomat.
A nyomtatás többféle technikai eljárással történhet:
- A magasnyomtatás esetén a nyomóforma felületén – mechanikus, esetleg kémiai eszközökkel – eltávolítják, bemélyítik azokat a részeket, amelyeknek nem szabad nyomot hagyniuk. A megmaradó felületekre viszik fel a nyomdafestéket, ezekről kerül a festék a papírra. Ilyen eljárás például a fametszet, a linómetszet, a papírmetszet, a gipszmetszet, és a kőmetszet.
- A mélynyomtatás ennek fordítottja, itt a rajz vonalait vagy pontjait – szintén mechanikus vagy kémiai eljárással – a nyomóforma sík felülete alá mélyítik. A nyomdafesték ezekbe a mélyedésekbe kerül, a fennmaradó felületről letörlik. Nyomtatáskor a papír belepréselődik e mélyedésekbe, így kerül rá a nyomdafesték. A rézmetszet, a hidegtű, a borzolás (mezzotinto) pusztán mechanikai eljárással, a rézkarc, kőkarc, az foltmaratás (aquatinta), a reservage és a lágyalap (vernis mou) savval való maratással készül.
- A síknyomtatás viszonylag újabb keletű technika, itt a nyomóformán a nyomtató és a nem nyomtató részek egy síkban vannak. Lényege, hogy a porózus felületen a nyomtató részeket zsíros eszközzel jelölik meg, utána a felületet megnedvesítik. A zsír taszítja a vizet, a szintén zsíros nyomdafestéket tehát csak a rajz veszi fel. Ilyen eljárás a litográfia (kőnyomás).
- A szitanyomtatás a legújabb nyomtatási eljárás, nem sorolható az előző kategóriák egyikébe sem. A nyomóforma itt egy keretre kifeszített textília, szitaszövet, amelyen a festéket – a nem fedett helyeken – dörzsölő szerszám segítségével átpréselik. A textilipar filmnyomás néven ismeri ezt a technikát.

### Eredeti és reprodukciós grafika
Eredeti grafika az a sokszorosított mű, amely – a művészi szempontok mellett – a következő feltételeknek megfelel:
1. A mintául szolgáló rajz, téma eredeti, nem egy meglévő műalkotás másolata.
2. A művész saját kezűleg (esetleg nyomdász segítségével, például litográfia) munkálja meg a nyomóformát.
3. A művész saját kezűleg végzi az összes példány nyomtatását, vagy legalább ellenőrzi azt.
4. A művész minden lenyomatot hitelesít, megadva a példányszámot is.

Reprodukciós grafika esetén ezzel szemben a művész eredeti művét grafikus szakemberek másolják a nyomóformára. Ilyenkor a cél az eredeti alkotás minél pontosabb reprodukálása nagyobb példányszámban. Nem tartozik ebbe a kategóriába a fotografikus úton készült festmény- vagy grafikai reprodukció.

### A grafikai technikák eredete
A sokszorosító eljárások alkalmazása elsősorban a kézművességből terjedt át először a könyvnyomtatás, majd a művészeti alkotások világba. A fametszet a távol keleti selyemfestő ipar mintanyomó dúcaiból, a szitanyomtatás szintén a textilfestés területéről, a rézmetszet az ötvösségből, a rézkarc a fegyverek és páncélok díszítésére szolgáló vasmaratásból eredeztethető.
A digitális nyomtatás elterjedése előtt ezek a technológiák tették lehetővé a képi kultúra, a tudás és az információ tömeges terjesztését és sokszorosítását.
A képzőművészetben történő elterjedésüket a bennük rejlő sokszínű formanyelvi lehetőségeknek köszönhetik.

### Szabad és alkalmazott grafika
Szabad grafikának nevezzük az olyan grafikai tevékenységet, mellyel az alkotó saját művészi törekvéseit valósítja meg, saját gondolatait önti formába ugyanúgy, mintha festményt vagy szobrot készítene. Az alkalmazott grafika ezzel szemben mindig valamilyen meghatározott gyakorlati feladathoz kötődik, mint a könyvek díszítése, illusztrálása, a plakátok, a kereskedelmi nyomtatványok elkészítése stb.

### A grafikai lapok szignálása
A legrégebbi ismert nyomatok szignálatlanok, az első névjelzések a 15. század közepén jelentek meg. Kezdetben ezek a képbe illesztett monogramok voltak, később a mintát készítő festő és a metsző nevét is feltüntették szorosan a rajz alsó széle alatt. A nevek után a következő rövidítések szerepelhetnek:
- pinx. – pinxit – festette
- del., delin. – delineavit – rajzolta
- comp. – composuit – komponálta, szerkesztette
- inv. – invenit – kigondolta
- sc., sculps. – sculpsit – metszette
- inc. – incidit – véste
- f., fe., fec. – fecit – készítette
- lith. – litografálta
- imp. – impressit – nyomtatta
- e., ex. – excudebat, excudit – kiadta, kiadja

A 19. század végétől szokás a nyomatokat saját kezű szignóval ellátni, illetve a példányszámot és a nyomat sorszámát feltüntetni.

## Oktatása Magyarországon
A Moholy-Nagy Művészeti Egyetemen, a Magyar Képzőművészeti Egyetemen, a Budapesti Metropolitan Egyetem tervezőgrafika tanszéken, valamint a Nyugat-magyarországi Egyetem, Faipari Mérnöki Kar, Alkalmazott Művészeti Intézet tervezőgrafikus alapképzési szakán lehet alkalmazott (számítógépes) grafikát tanulni. Ezeken kívül a  Visart Művészeti Akadémián is van nappali tagozatos grafikustervező-képzés.
Ezen kívül az Eszterházy Károly Főiskolán is oktatják, a Vizuális Művészeti Tanszéken, képi ábrázolás szakon grafikusi szakirányra szakosodott hallgatóknak. Kiemelkedő oktatói: Szurcsik József, Dévényi János, Molnár József, Kótai Tamás művésztanárok.
A Kaposvári Egyetem Művészeti Karának képi ábrázolás szakán szintén jelen van a grafika oktatása. A klasszikus grafikai ismereteket a képgrafika szakirány hallgatói fő tantárgyként emelt óraszámban sajátítják el. Párhuzamosan a rajz – vizuális kommunikáció szakosok két féléves kurzus keretében (magasnyomás, mélynyomás) végzik el a műhelygyakorlatokat. oktatók: Jónás Péter képzőművész, művésztanár.
Végül (de nem utolsósorban:) a Pécsi Tudományegyetem Művészeti Karán is folyik tervezőgrafikus és festőművész képzés, mely szakok hallgatói is tanulnak sokszorosító grafikát.

## Híres grafikusok
- Leonardo da Vinci
- Michelangelo Buonarroti
- Albrecht Dürer
- Gustave Doré
- Rembrandt
- Francisco Goya
- Toulouse-Lautrec
- William Blake
- Zichy Mihály
- Kondor Béla
- Gyulai Líviusz
- Orosz István